# Lista över trossamfund i Sverige efter antal anhängare

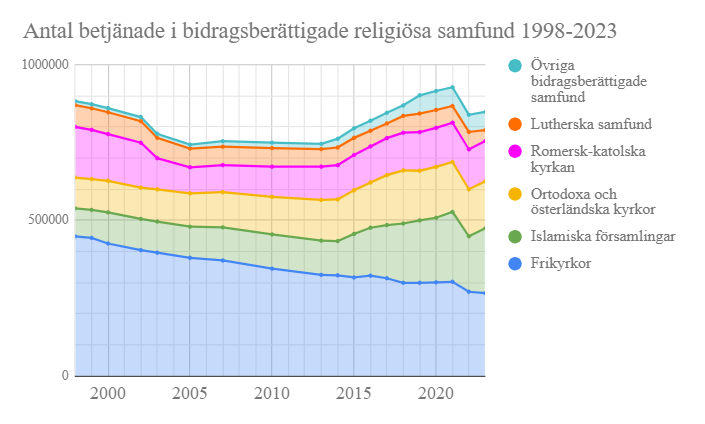
Antal medlemmar och registrerade deltagare över tid i bidragsberättigade samfund i Sverige staplade på varandra. Bl.a. Svenska kyrkan saknas. Datakälla: SST.

Lista över trossamfund i Sverige efter antal anhängare avser redovisa världsreligioner representerade i Sverige efter antal bekännare.
Aktuell, nedanstående lista är begränsad i att utgå från statistiska uppgifter hämtade från svenska Nämnden för Statligt Stöd till Trossamfund (SST) där inte annat anges. Nämnden har till uppgift att pröva frågor om vissa statsbidrag till trossamfund. Begreppet världsreligioner är emellertid mer komplicerat än att bara se till antal troende, eller för den delen i Sverige registrerade trossamfund som för statistisk och mot bakgrund av den ansöker om och beviljas statsbidrag. Därför bör tabellen mer ses som en indikation.

## Bidragsberättigade trossamfund i Sverige 2016
Listan över trossamfunden i Sverige utgår, där inte annan källhänvisning anges, från bidragsgrundande person (betjänad person): "Medlem eller registrerad deltagare i verksamhet som organiseras av trossamfund eller församling", enligt Myndigheten för stöd till trossamfund. Notera att samma person kan vara medlem i flera samfund, exempelvis både svenska kyrkan och en frikyrka.

### Enskilda samfund
|    | Religion/trosuppfattning (och/eller trossamfund) | Deltagare 2016  |
| -- | --- | --------------- |
| 1  | Svenska kyrkan (särskilt statsbidrag, ej genom SST), varav följande inomkyrkliga rörelser får bidrag från SST: Evangeliska Fosterlandsstiftelsen (EFS) (36 711) Evangelisk Luthersk Mission – Bibeltrogna Vänner (ELM-BV) (2 578) | 6 008 356       |
| 2  | Islam, inom Islamiska samarbetsrådet (ISR): Sunniislam: (122 810) Sveriges muslimska förbund (35 742) Förenade Islamiska Föreningar i Sverige (30 747) Svenska islamiska församlingarna (20 431) Islamiska kulturcenterunionen i Sverige (17 311) Bosniakiska islamiska samfundet (11 202) Islamiska fatwabyrån i Sverige (7 378) Shiaislam: (31 379) Islamiska shiasamfunden i Sverige (31 379) | 154 189         |
| 3  | Ortodoxa och österländska kristna samfund inom Ortodoxa och Österländska kyrkors ekumeniska råd: Syrisk-ortodoxa ärkestiftet i Skandinavien (26 553) Serbiska ortodoxa kyrkan (23 535) Grekisk-ortodoxa kyrkan (metropolitdömet) (22 275) Patriarkaliska ställföreträdarskapet för Syrisk-ortodoxa kyrkan i Sverige (21 036) Eritreansk-ortodoxa kyrkan (Tewahdo) (8 603) Österns assyriska kyrka (7 864) Rumänsk-ortodoxa kyrkan (7 092) Makedoniska ortodoxa kyrkan (6 797) Koptisk-ortodoxa kyrkan (4 750) Etiopisk-ortodoxa kyrkan (Tewahdo) (4 300) Armeniska apostoliska kyrkan (4 414) Rysk-ortodoxa kyrkan (patriarkatet i Konstantinopel) (3 390) Svenska ortodoxa prosteriet (2 143) Rysk-ortodoxa kyrkan av Moskva (2 048) (2015 års statistik) Bulgariska ortodoxa kyrkan (846) Antiokiska ortodoxa kyrkan (767) Finska ortodoxa församlingen i Sverige (664) Greorgisk-ortodoxa kyrkan (270) | 147 347         |
| 4  | Romersk-katolska kyrkan i Sverige | 126 286 år 2021 |
| 5  | Equmeniakyrkan | 123 747         |
| 6  | Pingströrelsen | 114 140         |
| 7  | Evangeliska Frikyrkan (EFK) | 50 748          |
| 8  | Svenska Alliansmissionen | 20 437          |
| 9  | Sveriges Buddhistiska Samarbetsråd (SBS) | 9 055           |
| 10 | Frälsningsarmén | 9 032           |
| 11 | Judiska centralrådet | 8 316           |
| 12 | Mandeiska Sabeiska Samfundet | 7 690           |
| 13 | Ungerska Protestantiska kyrkan | 5 028           |
| 14 | Alevitiska Riksförbundet | 4 545           |
| 15 | Estniska evangelisk-lutherska kyrkan | 4 506           |
| 16 | Sjundedags Adventistsamfundet | 3 689           |
| 17 | Anglikanska kyrkan | 2 600           |
| 18 | Norska kyrkan i Sverige | 2 103           |
| 20 | Lettlands evangelisk-lutherska kyrka i Sverige | 1 289           |
| 21 | Danska kyrkan i Sverige | 329             |
| 22 | Isländska kyrkan i Sverige | 262             |

### Sammanfattning per trosinriktning
|    | Religion/trosuppfattning                          | Deltagare/medlemmar 2016 |
| -- | ------------------------------------------------- | ------------------------ |
| 1  | Svenska kyrkan                                    | 6 008 356                |
| 2  | Frikyrkliga samfund (FSR)                         | 321 793                  |
| 3  | Islam (ISR)                                       | 154 189                  |
| 4  | Ortodoxa och österländska kristna samfund (OÖKER) | 147 347                  |
| 5  | Katolicism                                        | 116 031                  |
| 6  | Övriga protestantiska samfund                     | 13 517                   |
| 7  | Buddhism (SBS)                                    | 9 055                    |
| 8  | Judendom                                          | 8 316                    |
| 9  | Mandeism                                          | 7 690                    |
| 10 | Alevism                                           | 4 545                    |
| 11 | Anglikanism                                       | 2 600                    |

## Exempel på andra religiösa inriktningar
Följande är exempel på religiösa inriktningar som inte finns med i SST:s statistik, exempelvis för att de är organiserade som stiftelser istället för föreningar och samfund, för att de inte söker eller är berättigade till bidrag eller för att de är nya samfund, vissa av dessa är registrerade trossamfund och andra inte:
- Församlingarna inom trosrörelsen i Sverige
- Jehovas vittnen i Sverige (Bidragsberättigad sedan 2019)
- Jesu Kristi Kyrka i Sverige
- Nordiska Asa-samfundet,[6] bildades 2014 och blev registrerat som trossamfund 2016.[7] Uppgav sig ha 500 medlemmar år 2016[8] och 800 år 2018.[9]
- Samfundet Forn Sed Sverige bildades 1994 och blev registrerat som trossamfund 2007 (kallade sig för Sveriges Asatrosamfund fram till år 2010)
- Kopimistsamfundet
- Vännernas Samfund (Kväkare)
- Hinduiska Samfundet i Sverige

Inom Svenska kyrkan finns, utöver ovan nämnda inomkyrkliga trossamfund EFS och ELM-BV, även följande väckelserörelser:
- Læstadianism (1800-talet-)
- Schartauanism (1800-talet-)
- Societas Sanctæ Birgittæ (1920-)
- Kyrkliga Förbundet för evangelisk luthersk tro (1923-)
- Arbetsgemenskapen Kyrklig Förnyelse (1958-)
- Svenska kyrkans fria synod (1983-)
- Oasrörelsen (1983-)